# Кесчоареле (комуна)
Кесчоареле (рум. Căscioarele) — комуна у повіті Келераш в Румунії. До складу комуни входить єдине село Кесчоареле.
Комуна розташована на відстані 45 км на південний схід від Бухареста, 69 км на захід від Келераші.

## Населення
За даними перепису населення 2002 року у комуні проживала 2161 особа. За віросповіданням усі жителі комуни — православні.
Національний склад населення комуни:
| Національність | Кількість осіб | Відсоток |
| -------------- | -------------- | -------- |
| румуни         | 2149           | 99,4%    |
| цигани         | 11             | 0,5%     |
| угорці         | 1              | < 0,1%   |

Рідною мовою назвали:
| Мова      | Кількість осіб | Відсоток |
| --------- | -------------- | -------- |
| румунська | 2155           | 99,7%    |
| циганська | 5              | 0,2%     |
| угорська  | 1              | < 0,1%   |